# Mucha tzokotucha
Mucha tzokotucha är en tvåvingeart som beskrevs av Ozerov 1992. Mucha tzokotucha ingår i släktet Mucha och familjen svängflugor.
Artens utbredningsområde är Vietnam. Inga underarter finns listade i Catalogue of Life.